# Spartina foliosa
Spartina foliosa är en gräsart som beskrevs av Carl Bernhard von Trinius. Spartina foliosa ingår i släktet marskgräs, och familjen gräs. Inga underarter finns listade i Catalogue of Life.